# Pañol del contramaestre

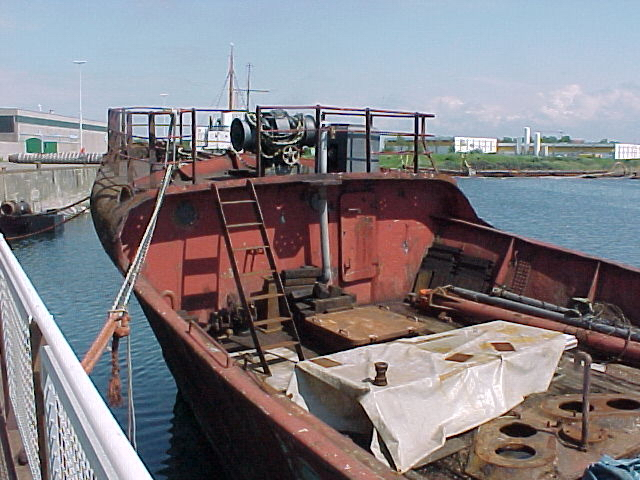
Castillo de proa y puerta de acceso al pañol del contramaestre.

A bordo de los buques recibe la denominación de pañol del contramaestre todo espacio destinado a almacenar elementos empleados en el mantenimiento y la operación de la embarcación: amarre, cabos, calabrotes, alambres y todos los repuestos de la jarcia muerta y la jarcia de amarre, así como todas las herramientas para el correcto mantenimiento de la cubierta, casco y casillaje de una embarcación.
Este pañol está ubicado normalmente en el castillo de proa justo por dejado de su cubierta y por encima del pique de proa.